# Zephyranthes cardinalis
Zephyanthes cardinalis es una especie de planta bulbosa perteneciente a la familia de las amarilidáceas. Se distribuye por Bahamas.

## Taxonomía
Zephyranthes cardinalis fue descrita por C.H.Wright y publicado en Botanical Magazine 1914:, t. 8553, en el año 1914.
Etimología
Zephyranthes: nombre genérico que proviene de (Zephyrus, Dios del viento del oeste en la mitología griega y Anthos, flor) puede traducirse como "flor del viento del oeste", siendo el "viento del oeste" el que trae la lluvia que desencadena la floración de estas especies.
cardinalis: epíteto latino que significa "de color rojo".
Sinonimia
- Atamosco cardinalis (C.H.Wright) Britton in N.L.Britton & C.F.Millspaugh, Bahama Fl.: 78. 1920.
- Habranthus cardinalis (C.H.Wright) Sealy, J. Roy. Hort. Soc. 62: 208. 1937.